# Asociación Gremial de Trabajadores del Subterráneo y Premetro
La Asociación Gremial de Trabajadores del Subterráneo y Premetro (AGTSyP) es un sindicato argentino que nuclea a trabajadores de las seis líneas del Subterráneo de Buenos Aires y del premetro. La asociación se constituyó por considerar que el gremio que históricamente representaba a los trabajadores del subte, la Unión Tranviarios Automotor (UTA), no hacía la debida defensa de sus derechos. Fue fundada el 2 de septiembre de 2008 y debido a la longitud de su nombre y a la dificultad de pronunciarlo en una sigla, sumado al hecho de que sus fundadores son ex delegados sindicales de la UTA, sus miembros son conocidos popularmente como metrodelegados.

## Reconocimiento de la personería gremial
Históricamente los trabajadores de los subterráneos estuvieron representados por la Unión Tranviarios Automotor (UTA), gremio perteneciente a la Confederación General del Trabajo de la República Argentina (CGT), de declarada filiación peronista. Luego de la privatización de los servicios en el año 1994 comenzaron reclamos de los trabajadores por sus salarios y condiciones de trabajo. Estos reclamos fueron expresados dando libre acceso a los pasajeros a través de los molinetes de control de boletos. Al mismo tiempo que con la empresa, grupos de trabajadores expresaron su disconformidad con la representación gremial ejercida por la UTA.
El artículo 14 bis de la Constitución Nacional de Argentina asegura a los trabajadores la organización sindical libre y democrática, reconocida por la simple inscripción en un registro especial. Aunque negado durante mucho tiempo por sucesivos gobiernos que implantaron un sistema de afiliación a un solo sindicato por rama laboral, fue firmemente establecido por un fallo de la Corte Suprema de Justicia (caso ATE).
En septiembre de 2008 un grupo de 50 trabajadores de Metrovías, empresa concesionaria del sistema de líneas subterráneas y de premetro de Buenos Aires, solicitó su reconocimiento como organización gremial. El pedido contenía un modelo de estatuto, la firma de afiliados de todos los sectores y la nómina de un Consejo Directivo Provisorio. En febrero de 2009 hizo un plebiscito entre los trabajadores de la empresa, logrando la adhesión de unos mil de ellos. Se constituyeron entonces diversas secretarías y se eligieron Delegados de Línea.
De acuerdo con la legislación vigente, el Ministerio de Trabajo debía expedirse en un plazo de 90 días hábiles de la presentación planteando las objeciones, si las hubiera, o concediendo la personería gremial. Vencido el plazo, la AGTSyP hizo pedidos de pronto despacho en enero y mayo de 2009, que no fueron respondidos por ese ministerio. Luego de crecientes reclamos y medidas de fuerza, el día 10 de noviembre la asociación suspendió por 24 horas los servicios de subterráneos, dejando sin transporte rápido a millones de personas.
En 2017 la Cámara Nacional de Apelaciones del Trabajo revocó una resolución del Ministerio de Trabajo que había otorgado la personería gremial de la Asociación Gremial de Trabajadores del Subterráneo y Premetro (AGTSyP). Los metrodelegados reaccionaron denunciando persecución política, Néstor Segovia manifestó el enojo del gremio con el presidente Mauricio Macri y el ministro de Trabajo, Jorge Triaca, a quienes acusó de encabezar una “persecución política y gremial". Meses después, en mayo de 2017, la Sala II de la Cámara Nacional de Apelaciones del Trabajo habilitó un recurso extraordinario presentado por la Asociación para que se expida el máximo tribunal y dejó sin efecto la suspensión de la personería gremial.

## Antecedentes históricos

### Coordinadora Interlíneas
En abril de 1975, en el marco del Pacto Social impuesto por el presidente Juan Domingo Perón que suspendía las negociaciones colectivas por aumento de salarios, el subte tuvo el primer paro de su historia. El 4 de abril los trabajadores iniciaron un quite de colaboración exigiendo mejores condiciones salariales. Sin embargo, tras la detención de más de 40 trabajadores, se produjo un paro general de todas las líneas en reclamo de la libertad de los detenidos.
El 5 de abril, delegados de las cinco líneas y sus talleres formaron la Coordinadora Interlíneas "5 de abril", en respuesta a amenazas y aprietes de la dirigencia sindical de la Unión Tranviarios Automotor (UTA). Esta sostenía un programa de defensa del salario, contra las represalias de la empresa a los trabajadores que reclamaban, por la libertad de los trabajadores presos y de protección frente a las "bandas armadas" que asediaban a los activistas. Junto a otras Coordinadoras de trabajadores, tuvo un papel destacado en las huelgas de junio y julio de ese mismo año contra el Plan Rodrigo implementado por el Gobierno de Isabel Perón.

### Recuperación de la memoria histórica
A partir de marzo de 1976, la coordinadora se vio obligada a mantener un bajo perfil y algunos de sus integrantes fueron secuestrados y desaparecidos durante la represión desatada por la dictadura cívico-militar. A pesar de esto, entre fines de octubre y principios de noviembre de 1977, el subte fue a huelga por un reclamo salarial, que se recrudeció tras la detención ilegal de dos trabajadores. Al menos cinco trabajadores del Subte fueron detenidos-desaparecidos durante este periodo, ellos son; Daniel Bonifacio Chanampa (Boletero Línea A), Luis Enrique Cabrera (Boletero Línea A), Juan Carlos Correa (Línea D), José Martín Mendoza (Boletero Línea E) y Federico Otin Beconi. Gracias a un trabajo de archivo realizado por la Secretaría de Derechos Humanos de la Asociación Gremial de Trabajadores del Subte y Premetro (AGTSyP), se logró recuperar sus legajos laborales y en un gesto de "reparación histórica" dos de sus hijos fueron incorporados como trabajadores del Subte.
En 2017 la Asociación Gremial de Trabajadores del Subte y Premetro (AGTSyP) se presentó como parte querellante en el caso del secuestro y desaparición de José Martín Mendoza, ocurrido el 17 de septiembre de 1976 y cuyos restos fueron identificados por el Equipo Argentino de Antropología Forense. En este juicio, el represor Miguel Etchecolatz y otros ocho imputados, fueron condenados a cadena perpetua por crímenes de lesa humanidad cometidos en perjuicio de 125 víctimas en la comisaría de Monte Grande y en la antigua División de Cuatrerismo de la Policía Bonaerense, el Centro Clandestino de Detención Tortura y Exterminio Puente 12 durante la última dictadura militar.

## Huelgas históricas

### Huelga de 2012
La huelga de comenzó el 3 de agosto de 2012 y dejó sin servicio de subterráneos hasta el 13 de dicho mes, cuando Metrovías llegó a un acuerdo con los delegados, que constó en un 23% de aumento salarial y mejores condiciones laborales. Fue la huelga de subterráneos más larga de la historia de la Ciudad. Según el diario La Nación, estima que por día se pierden 50 millones de pesos, aunque el mismo medio dice que es difícil saber con exactitud dicho índice.

#### Principio de la huelga
La Asociación Gremial de Trabajadores del Subte y el Premetro (AGTSyP) anunció un paro el viernes 3 de agosto a las 21:00 -hora local del Gran Buenos Aires-, hasta el domingo. Asimismo la Unión Tranviarios Automotor (UTA) había declarado una huelga que inició el lunes y se mantendría por 72 horas. Los trabajadores del subterráneo reclaman mejoras salariales y mayor inversión en el mantenimiento de las unidades. No obstante, el día 6 de agosto anunciaron la prolongación del paro, al no haber un acuerdo. Ese mismo día el Jefe de Gobierno de la Ciudad de Buenos Aires, Mauricio Macri anunció un servicio gratuito de 500 ómnibuses escolares para paliar la falta del subte. Sin embargo, los ómnibuses cubren un margen de 150 mil personas, cuando diariamente el subte transporta casi un millón de pasajeros.
El miércoles 8 de agosto se produjo la primera reunión -la cual duró siete horas-, además de cumplirse el cuarto día del cese de servicio. La UTA rechazó aprobar la proposición de la jueza Patricia López Vergara de utilizar los subsidios del Estado para pagar el incremento en los salarios. El paro continuo.
El viernes 10 de agosto se realizó una nueva reunión para pactar un acuerdo. La UTA ofreció un aumento del 23%, cuando los metrodelegados pedían el 28%. Por ello, la reunión no fructífero, y el paro siguió.
Tras cinco días de huelga, el paro se convirtió en el más extenso desde 1991. Un descarrilamiento de una formación del ferrocarril Mitre complicó el movimiento de pasajeros, produciendo el colapso de los colectivos.
Tras seis días de paro, el día jueves 9 de agosto la Subsecretaría de Trabajo de la ciudad de Buenos Aires dictó la "conciliación obligatoria". Sin embargo, la medida fue rechazada por los trabajadores del subterráneo, en consecuencia, el Gobierno de la ciudad aplicó una multa de 4.933.000 de pesos. El asesor legal de los metrodelegados, Luis Ramírez dijo que la sanción es "ilegal" y la llevara ante la Organización Internacional del Trabajo (OIT), por "violentar el derecho a huelga".
El 11 de agosto el secretario general de la UTA, Roberto Fernández declaró que la huelga se trataba de una "toma", también acusó a los delegados de romper coches y atrincherarse, intensificándose la interna gremial.
Durante la noche del lunes 13 de agosto, una nueva se produjo una nueva reunión. Los metrodelegados concretaron un acuerdo con Metrovías, comprometiéndose a recomponer el servicio al día siguiente, y según Roberto Pianelli (secretario general del gremio) el acuerdo también contempla mejoras en las condiciones laborales. Sin embargo el aumentó se mantiene en el 23% como ya lo había firmado anteriormente la UTA. No obstante, Roberto Pianelli, Secretario General de la de Asociación Gremial de Trabajadores del Subte y el Premetro (AGTSyP) dijo que el acuerdo es "mínimo" y "ultraprecario", pero sostuvo que no desea volver a otra huelga el servicio de subte.
Según el gobierno porteño, la huelga se levantó por "un llamado de la Casa Rosada".
El conflicto provocó reiterados cruces entre el Gobierno de la Nación y de la Ciudad de Buenos Aires, ambos acusándose entre sí la responsabilidad de los subterráneos de Buenos Aires. El jefe de Gobierno porteño Mauricio Macri llegó a decir que "los metrodelegados son una creación del kirchnerismo". Mientras que el ministro de Interior y Transporte, Florencio Randazzo dijo "el problema es la incompetencia del gobierno porteño".
Finalmente, el secretario general de la AGTSYP anticipó que iban a apelar a la Corte Suprema de Justicia y a la Organización Internacional del Trabajo (OIT).

## Reclamo por condiciones de insalubridad laboral
Desde el momento de creación y consolidación del sindicato en 2008, la salud fue uno de los reclamos más importantes. El reclamo por la jornada de 6 horas tuvo origen en la lucha por mejorar las condiciones, ya que el lugar físico de trabajo se encuentra en el subsuelo de la Capital Federal. El mismo se encuentra contemplado como un servicio insalubre, debido a las características ambientales; falta de luz natural, ruido de las formaciones, contacto con sustancias nocivas para el organismo, carga térmica, entre otras condiciones de trabajo.
En la actualidad, debido a la presencia de asbesto en todas las líneas, sustancia prohibida en Argentina dado que puede causar graves enfermedades e incluso cáncer, los trabajadores llevan adelante un reclamo para que se retire por completo del subte. Como consecuencia de la exposición al asbesto en 2021 falleció un trabajador por cáncer, 3 trabajadores han desarrollado cáncer y 39 presentan engrosamientos pleurales.

### Crónica del reclamo por presencia de asbesto
Los metrodelegados comenzaron el reclamo por la revisión de los coches CAF 5000, luego de la denuncia de presencia de este mineral por los trabajadores del Metro de Madrid tras el fallecimiento de un trabajador en 2018, dado que varias formaciones en circulación habían sido adquiridas por el Gobierno al Metro de Madrid en el año 2011. A partir de allí se han desarrollado numerosas medidas y campañas de información y concientización, por parte de los trabajadores, acerca de las implicancias del asbesto, ya que, si bien se relaciona con la salud laboral, se trata también de una problemática de salud pública que afecta a todas las personas que utilizan el subterráneo como medio de transporte en la Ciudad Autónoma de Buenos Aires.
A su vez, el sindicato encomendó a la Universidad Nacional del Sur informes sobre el estado de las formaciones, determinando presencia de asbesto en dichas formaciones. Gracias a esto, la empresa estatal Subterráneos de Buenos Aires Sociedad del Estado (SBASE) reconoció el reclamo y retiro los trenes CAF 5000 de circulación.
En 2020, la jueza Elena Liberatori, a cargo del Juzgado de feria número 2, hizo lugar a un recurso de amparo ambiental presentado por la Asociación Gremial de Trabajadores de Subte y Premetro (AGTSyP), ordenó la toma de muestras a todas las sospechadas de contener piezas con asbesto y señaló la responsabilidad del Gobierno de la Ciudad, en cabeza de Subterráneos de Buenos Aires Sociedad del Estado (SBASE), debido a que tenía conocimiento de que los trenes CAF 5000 contenían asbesto, ya que tal información constaba en los manuales de los trenes entregados por Metro de Madrid.
Esta sustancia fue encontrada en varias flotas de trenes que continúan circulando, en flotas que ya no están en servicio, en diferentes áreas de trabajo como obras civiles, espacios de trabajo en los túneles, también en cuartos de bombas, de ventilación, entre otros componentes del sistema de transporte en todas las líneas. Ante esta situación, los trabajadores piden que se implemente un plan para retirar todo el asbesto del subterráneo, mayores medidas para reducir la exposición al asbesto, como implementar otro día de descanso laboral y asegurar que todos los trabajadores sean incluidos en el Relevamiento de Agentes de Riesgos (RAR), que implica realizar un monitoreo epidemiológico de por vida debido a su exposición al asbesto, al que ya fueron incorporados 2015 trabajadores.